# San Juan de Arama
San Juan de Arama – miasto w Kolumbii, w departamencie Meta.